# Dòrion
Dòrion (en llatí Dorium, en grec antic Δώριον) era una ciutat de Messènia, que Homer va cantar com el lloc on el bard Tàmiris va ser castigat amb la ceguesa perquè es vantà que era millor en el cant que les Muses. Homer ho explica al «Catàleg de les naus» a la Ilíada.
En temps d'Estrabó no hi havia rastres de cap ciutat i la gent deia que era el nom d'una muntanya o d'una plana, però d'altres pensaven que la ciutat era la que llavors portava el nom d'Olúrida (Ὄλουρις) o Olura (Ὄλουρα), al districte d'Auló. Pausànias situa les seves ruïnes al camí entre Andània i Ciparíssia.